# Arrondissement (Nederland)

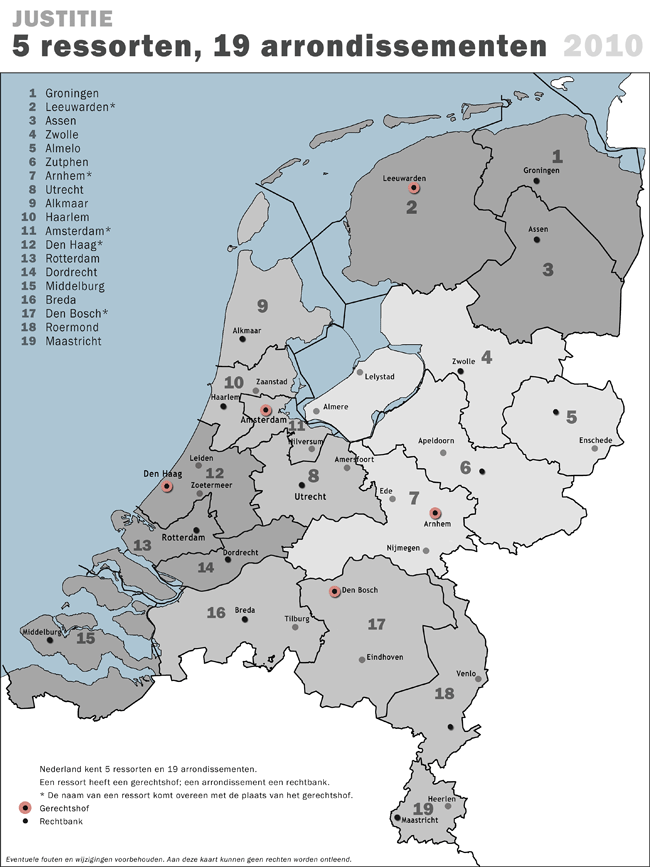
Ressorten en arrondissementen in Nederland, situatie in 2010

Een arrondissement in Nederland is een rechtsgebied dat onder de bevoegdheid van een specifieke rechtbank valt, die daar haar hoofdzetel heeft.
In 2013 kende Nederland 10 arrondissementen, die weer zijn geclusterd in 4 ressorten, met een gerechtshof. De grenzen van de arrondissementen volgen in grote lijnen die van de provincies en die van de politieregio's.
Op 23 november 2009 heeft het kabinet zijn standpunt bekendgemaakt over de indeling van de zogenaamde Nieuwe Gerechtelijke Kaart. De Justitiële indeling van Nederland gaat van 19 naar 10 arrondissementen en van 5 naar 4 ressorten. Hoewel als streefdatum 2011 wordt genoemd, wordt de snelheid van de verandering goeddeels aan 'het veld' zelf overgelaten, waardoor de overgang naar de nieuwe structuur per locatie kan verschillen in snelheid. Daarbij veranderen  de locaties van de rechtbanken ook. Elk arrondissement kent één of meer vestigingslocaties en één of meer zittingslocaties. Almere en Eindhoven worden nieuwe vestigingslocaties. De indeling van de politieregio's wordt hiermee gelijkgetrokken.
Per 1 januari 2013 is de Wet op de Rechterlijke Indeling gewijzigd, waarbij in 1 april 2013 nog een detail daarin zal wijzigen. Aldus is de nieuwe indeling in 10 (per 1 april 2013:11) arrondissementen van kracht geworden. Zie voor gedetailleerde informatie omtrent de nieuwe arrondissementen Rechterlijke indeling van Nederland.

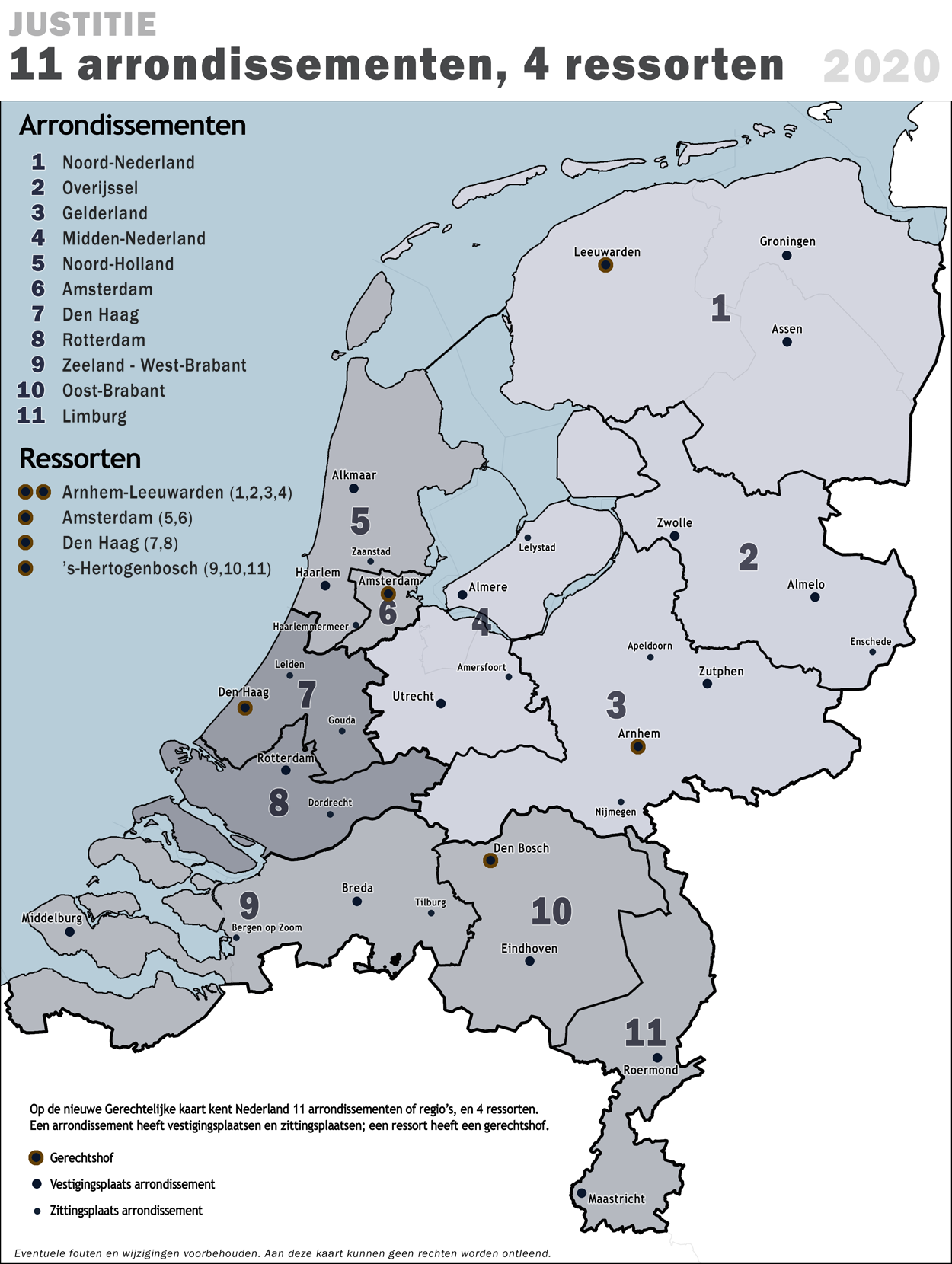
Nieuwe Gerechtelijke Kaart van Nederland, a.g.v. wijziging Wet op Rechterlijke Indeling d.d. 1-4-2013

Een Nederlands arrondissement, dat beschikt over een rechtbank is het equivalent van een gerechtelijk arrondissement in België, dat beschikt over een rechtbank van eerste aanleg.
In de Franse tijd was Nederland van 1811 tot 1814 ook bestuurlijk onderverdeeld in arrondissementen.